# 雷扎托
雷扎托（義大利語：Rezzato），是意大利布雷西亚省的一个市镇。总面积18.5平方公里，人口13351人，人口密度721.7人/平方公里（2009年）。国家统计（ISTAT）代码为017161。

## 友好城市
- 俄羅斯博戈羅季茨克 2007年